# CoaXPress
CoaXPress (コアックスプレス）は、マシンビジョンアプリケーションの高速画像データ伝送用に開発されたデジタルインターフェース規格である。CXP（シーエックスピー）と略される。
CoaXPressは"coaxial"（同軸）と"express"（高速）の複合語であり、物理的な伝送媒体として75オーム同軸ケーブルを使用することと他の規格（例えばCamera LinkやGigE Vision）よりも高速であることを示している。CoaXPressは主にデジタル画像アプリケーションで使用されるが、ユニバーサルデジタルデータの高速伝送にも適している。
データを生成し送信する「デバイス」（例：産業用デジタルカメラ）は、データを受信する「ホスト」（例：コンピュータのフレームグラバーボード）に1本以上の同軸ケーブルで接続される。CoaXPress規格1.0と1.1は、同軸ケーブルあたり最大6.25 Gbit/sのビットレートをサポートし、規格2.0は、「デバイス」から「ホスト」までの同軸ケーブルあたり最大12.5 Gbit/sのビットレートをサポートする。ケーブルの本数は規格によって制限されない。最大41.6 Mbit/sのロースピードアップリンクは、「デバイス」のコントロールやトリガーに使用できる。CoaXPressの「ホスト」は、同軸ケーブルで24V/13Wの電源供給を実現している。CoaXPress規格では、「デバイス」と「ホスト」の両方が、標準化された汎用プログラミングインターフェースであるGenICamをサポートしている必要がある。トランスポート層を持たない純粋なLVDSで構築されているCamera Link規格とは異なり、CoaXPress規格は8b/10bエンコーディングを使用したパケットでデータを伝送し、巡回冗長検査機能を提供する。

## 沿革
2008年、Adimec社とEqcoLogic社（現マイクロチップ・テクノロジー）は画像データ、通信、トリガー、電源に1本の同軸ケーブルを使用する新しいインターフェイス技術に取り組んでいた。そうして開発された規格は、2008年11月の見本市「Vision」で初めてデモンストレーションされ好評を博した。2009年初めにAdimec、Eqcologic、Active Silicon、アバールデータ、NED、Components Expressからなる標準規格作成コンソーシアムが結成されCoaXPress規格のプロトタイプが開発された。2009年のVisionでは、マシンビジョンアプリケーションへの貢献が評価され、Vision Awardを受賞した。2009年6月、CoaXPressコンソーシアムは日本インダストリアルイメージング協会(JIIA)に提案した。2009年12月、CoaXPressコンソーシアム版の規格がJIIAに引き継がれ、2010年12月に最初のバージョン1.0が発表された。2007年、JIIAと北米を拠点とするAIA(Automated Imaging Association)、欧州を拠点とするEMVA（European
Machine Vision Association）は類似規格の重複を避けるため、「マシンビジョン標準化のグローバルコーディネーションに関する協力合意書(Cooperation Agreement on Global
Coordination of Machine Vision Standardization)」を作成した。JIIAのCoaXPress規格は、このG3によって世界標準規格として承認された。

## ケーブルとコネクタ
CoaXPressの伝送媒体は特性インピーダンス75 Ωの同軸ケーブルである。最大伝送距離はビットレートとケーブルの品質に依存する。RG-11、RG-6、RG-59、その他のケーブルタイプが使用できる。また、アナログカメラシステムからデジタルカメラシステムにアップグレードする際に、使っていた同軸ケーブルを再利用することもできる。
CoaXPressのオリジナルコネクタは75Ω IEC 61169-8 BNCコネクタである。CoaXPress 1.1でより小さなDIN1.0/2.3コネクタが追加され、CoaXPress 2.0でCXP-6より高速なMicro-BNCコネクタが追加された。CoaXPressコンソーシアムでは正式にサポートしていないが、5W5コネクタの使用も実証されている。

## バリエーション
CoaXPressはスケーラブルな規格であり、1.25Gbit/sから25Gbit/s以上の接続に使用できる。
以下の表は、典型的な実用ケーブル長を表している；CoaXPress規格は、各速度規格におけるCXPケーブルの電気的特性のみを規定しており、最大長を明示していないことに注意。
| CXP Speed | ビットレート | Gepco VHD1100ケーブルを用いた時の最大ケーブル長 | Belden 1694A RG-6ケーブルを用いたときの最大ケーブル長 |
| --------- | ------------ | ----------------------------------------------- | ----------------------------------------------------- |
| CXP-1     | 1.25 Gbit/s  | 212 m                                           | 130 m                                                 |
| CXP-2     | 2.5 Gbit/s   | 185 m                                           | 110 m                                                 |
| CXP-3     | 3.125 Gbit/s | 169 m                                           | 100 m                                                 |
| CXP-5     | 5 Gbit/s     | 102 m                                           | 60 m                                                  |
| CXP-6     | 6.25 Gbit/s  | 60 m                                            | 40 m                                                  |
| CXP-10    | 10 Gbit/s    | NA                                              | NA                                                    |
| CXP-12    | 12.5 Gbit/s  | NA                                              | NA                                                    |

## Low speed uplink
CoaXPressは「ホスト」（フレームグラバー）から「デバイス」（カメラ）へのロースピードアップリンクチャネルをサポートする。このアップリンクチャネルの固定ビットレートは、v1.0とv1.1では20.833Mbit/s、v2.0では41.667Mbit/sである。アップリンクチャンネルは8b/10bエンコーディングを使用する。アップリンクはカメラの制御、トリガー、ファームウェアのアップデートに使用できる。マルチレーンDIN 1.0/2.3ケーブルソリューションを使用する場合、オプションの高速アップリンクも使用でき、カメラへの6.25 Gbit/sアップリンク通信が可能である。これは、非常に正確なトリガーに使用できる。

## 用途
最も一般的な用途は、画像の自動取得と解析を伴うアプリケーションにおいて、フレームグラバーを介してカメラとコンピュータをインターフェースすることである。CoaXPressインターフェース規格をサポートするカメラやフレームグラバー製品は多くリリースされている。

## 実装
少なくとも2社がCoaXPress互換のドライバとイコライザデバイスを開発している： Microchip Technology社（EqcoLogic社を買収）とMacom社である。

## 他規格との比較
|                          | CoaXPress                                         | Camera Link                 | USB3 Vision                               | GigE Vision            | Camera Link HS             |
| ------------------------ | ------------------------------------------------- | --------------------------- | ----------------------------------------- | ---------------------- | -------------------------- |
| 初版年                   | 2010                                              | 2000                        | 2013                                      | 2006                   | 2012                       |
| 接続                     | BNC/DIN/MicroBNC                                  | Camera Linkコネクタ         | USB                                       | LAN                    | CX4コネクタ                |
| フレームグラバーボード   | 必要                                              | 必要                        | 不要                                      | 不要                   | 必要                       |
| 単線リンクスピード       | 12.5 Gbps (CXP-12)                                | 6.8 Gbps (80-bit)           | 5 Gbps                                    | 10 Gbps                | 3.125 Gbps                 |
| 最大スピード             | 12.5 Gbps x ケーブル本数 （例：4本ならば50 Gbps） | 6.8 Gbps                    | 5 Gbps (非リンクアグリゲーション）        | 20 Gbps (ケーブル2本)  | 21.825 Gbps（CX4ケーブル） |
| 帯域幅                   | 5000 Mbytes/s (4xCXP-12)                          | 1000 Mbytes/s (80-bit)      | 500 Mbytes/s (Superspeed)                 | 1000 Mbytes/s (10GigE) | 5000 Mbytes/s              |
| 高データレートでの信頼性 | 高                                                | 高                          | 低〜中                                    | 低〜中                 | 高                         |
| ケーブル長（参考値）     | CXP-3:85m CXP-6:35m CXP-10:25m CXP-12:25m         | Base:10m Medium:10m Full:7m | 5m標準ケーブルまたは16mアクティブケーブル | 100m                   | 15m                        |
| ケーブルコスト           | 中                                                | 中〜高                      | 低                                        | 中                     | 中                         |
| データインテグリティ     | CRC                                               | 無                          | CRC/再送信                                | CRC/再送信             | CRC/再送信                 |
| リアルタイムトリガ       | 有                                                | 有                          | 無                                        | 無                     | 有                         |
| ケーブルあたり電力       | ケーブルあたり13W                                 | 8W                          | 4.5W                                      | 銅ケーブルで13W/25W    | 無                         |